# Rachel True
Rachel True (* 15. November 1966 in New York City, New York, USA) ist eine US-amerikanische Schauspielerin.
Ihr Schauspieldebüt hatte True 1991 mit einem kurzen Auftritt in der Bill Cosby Show. Ihre erste Filmrolle folgte 1993 in der nicht sehr bekannten musikalischen Filmkomödie CB4 neben Chris Rock als Daliha. Daneben hatte sie mehrere Gastauftritte in verschiedenen Fernsehserien wie beispielsweise in Beverly Hills, 90210 und Boston College. Eine ihrer bekanntesten Rollen ist die der Rochelle in dem fantastischen Horrorfilmdrama Der Hexenclub. Die 1,60 m große Schauspielerin war zu dem Zeitpunkt bereits knapp 30 Jahre alt, obwohl sie in dem Film einen Teenager spielt. 
Viele Rollen, die True übernommen hat, waren eigentlich für andere Schauspielerinnen gedacht, so zum Beispiel auch ihre Rolle im Film Der Hexenclub und in dem Horrorthriller Nosferatu – Vampirische Leidenschaft.

## Filmografie (Auswahl)
- 1990: A Girls’ Guide to Sex
- 1991: Die Bill Cosby Show (The Cosby Show)
- 1993: CB4
- 1993: Beverly Hills, 90210
- 1993: Sexuell belästigt (Moment of Truth: Stalking Back)
- 1995: Nosferatu – Vampirische Leidenschaft (Embrace of the Vampire)
- 1996: Der Hexenclub (The Craft)
- 1997: Nowhere
- 1997: Ein Witzbold namens Carey (The Drew Carey Show)
- 1998: Half Baked – Völlig high und durchgeknallt
- 1998: With or Without You
- 1999: The Auteur Theory
- 1999: The Apartment Complex
- 1999: The Big Split
- 1999: Noch mal mit Gefühl (Once and Again)
- 2000: Groove – 130 bpm (Groove)
- 2000: Love Song: The Beat of Life
- 2002: New best Friend – Gefährliche Freundin (New Best Friend)
- 2002: Half & Half
- 2006: Pink Eye
- 2007: Das perfekte Weihnachten (The Perfect Holiday)
- 2009: The Killing of Wendy
- 2012: Sugar Mommas
- 2013: Mother – Sie schlägt zurück (Social Nightmare)
- 2014: Blood Lake: Killerfische greifen an (Blood Lake: Attack of the Killer Lampreys)
- 2015: Sharknado: Heart of Sharkness
- 2017: Being Mary Jane
- 2018: The Manor
- 2019: Better Things
- 2021: Agnes
- 2021: Horror Noire
- 2021: Assault on VA-33
- 2023: Harlem
- 2024: Half Baked – Totally High